# Cabrela
Cabrela es una freguesia portuguesa del concelho de Montemor-o-Novo, en el distrito de Évora, con 194,84 km² de superficie y  649 habitantes (2011). Su densidad de población es de 3,3 hab/km².
Desde 1170 y hasta comienzos del siglo XIX tuvo el rango de villa y fue sede de su propio concelho. 
En cuanto al patrimonio histórico-artístico, destaca la Igreja Matriz de N.ª Sra. da Conceição, con retablo barroco de talla dorada. En el territorio de la freguesia se encuentra el Anta do Freixo ("Dolmen del Fresno"), construcción megalítica de la Edad del Cobre, y la necrópolis romana de Herdade da Relva de Baixo